# Ilybius picipes
Ilybius picipes är en skalbaggsart som först beskrevs av Kirby 1837.  Ilybius picipes ingår i släktet Ilybius och familjen dykare. Arten är reproducerande i Sverige. Inga underarter finns listade i Catalogue of Life.